# Пірофор

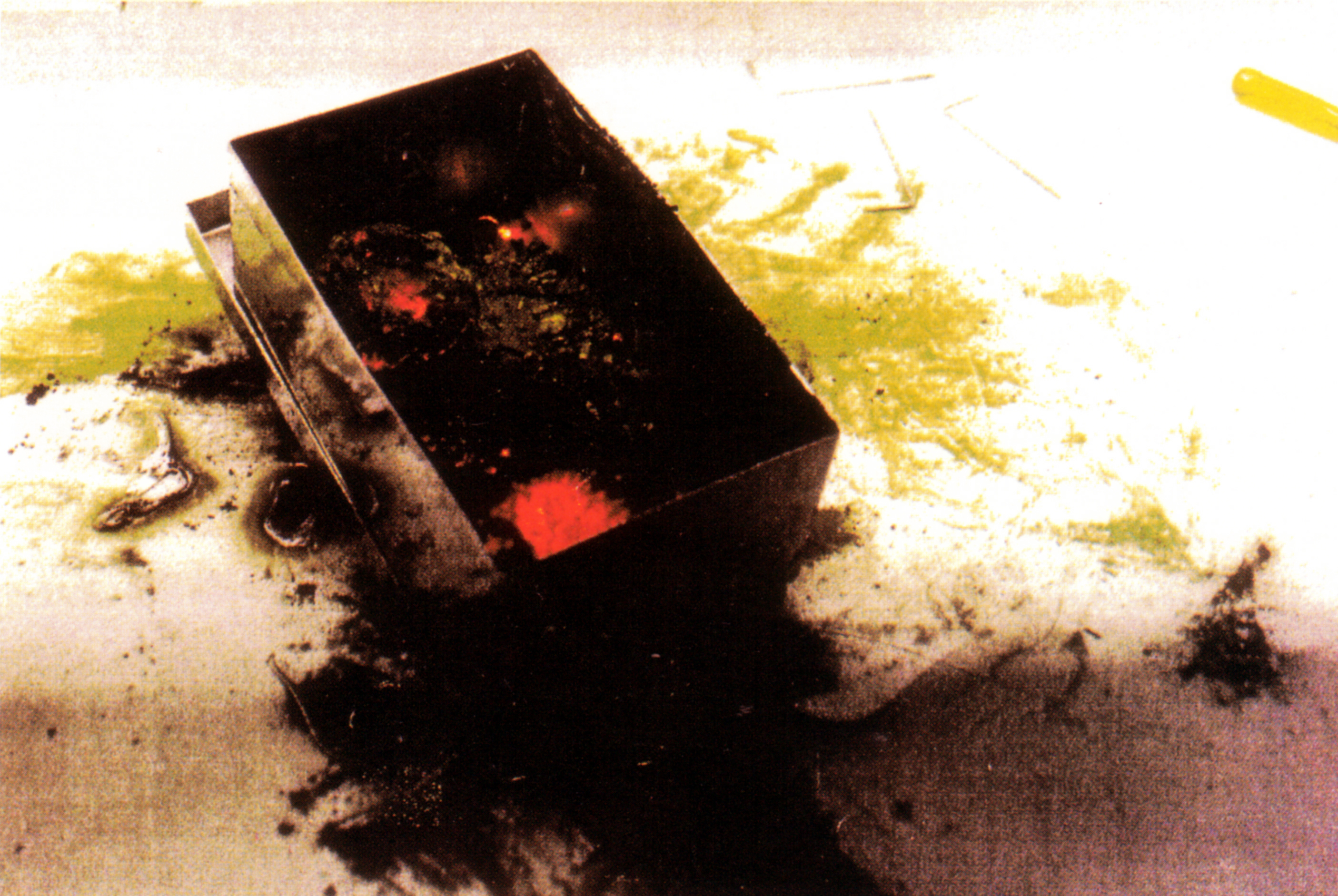
Самозаймання плутонію, залишеного на повітрі

Пірофо́р (грец. πυροφόρος — «той, що несе вогонь») — назва, яка застосовується до хімічних сполук, для яких достатньо контакту з повітрям (від тертя або зіткнення), щоб спалахнути (утворювати іскри чи вогонь та світло).
Пірофори — це підклас піротехнічних засобів, які не містять окислювачів, але самозапалюються, вступаючи в контакт з киснем.
Такими сполуками є фероцерій, залізо у вигляді пилу (утворюється при розкладанні цитрату заліза) та ін.